# Перлівець північний
Перлівець північний (Boloria aquilonaris) — вид денних метеликів родини сонцевиків (Nymphalidae).

## Поширення
Вид поширений у Північній та Центральній Європі.

## Опис
Розмах крил 34-40 мм. Загальний фон крил помаранчевого забарвлення з чітким чорним візерунком.

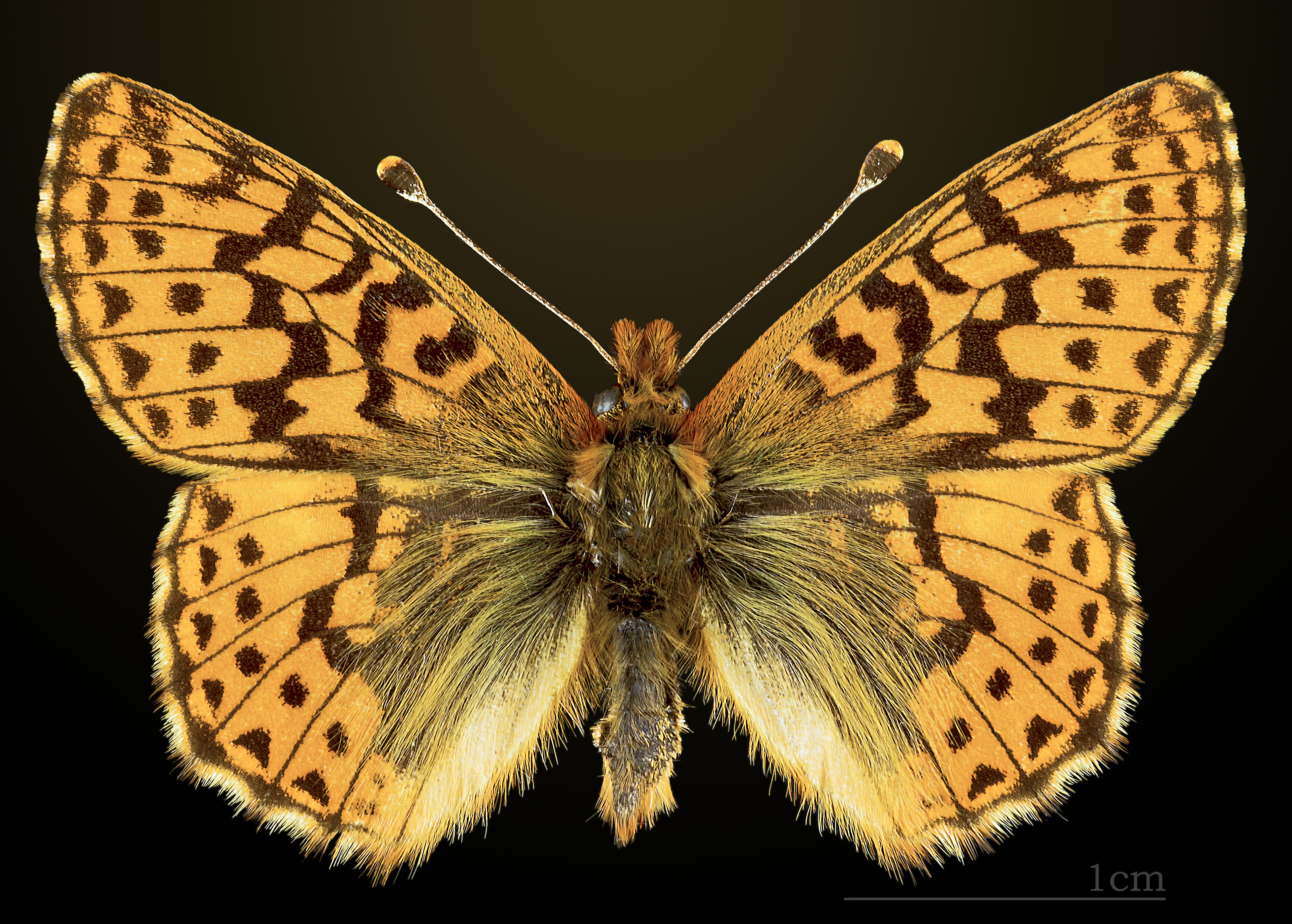
Дорсальна (верхня) сторона метелика
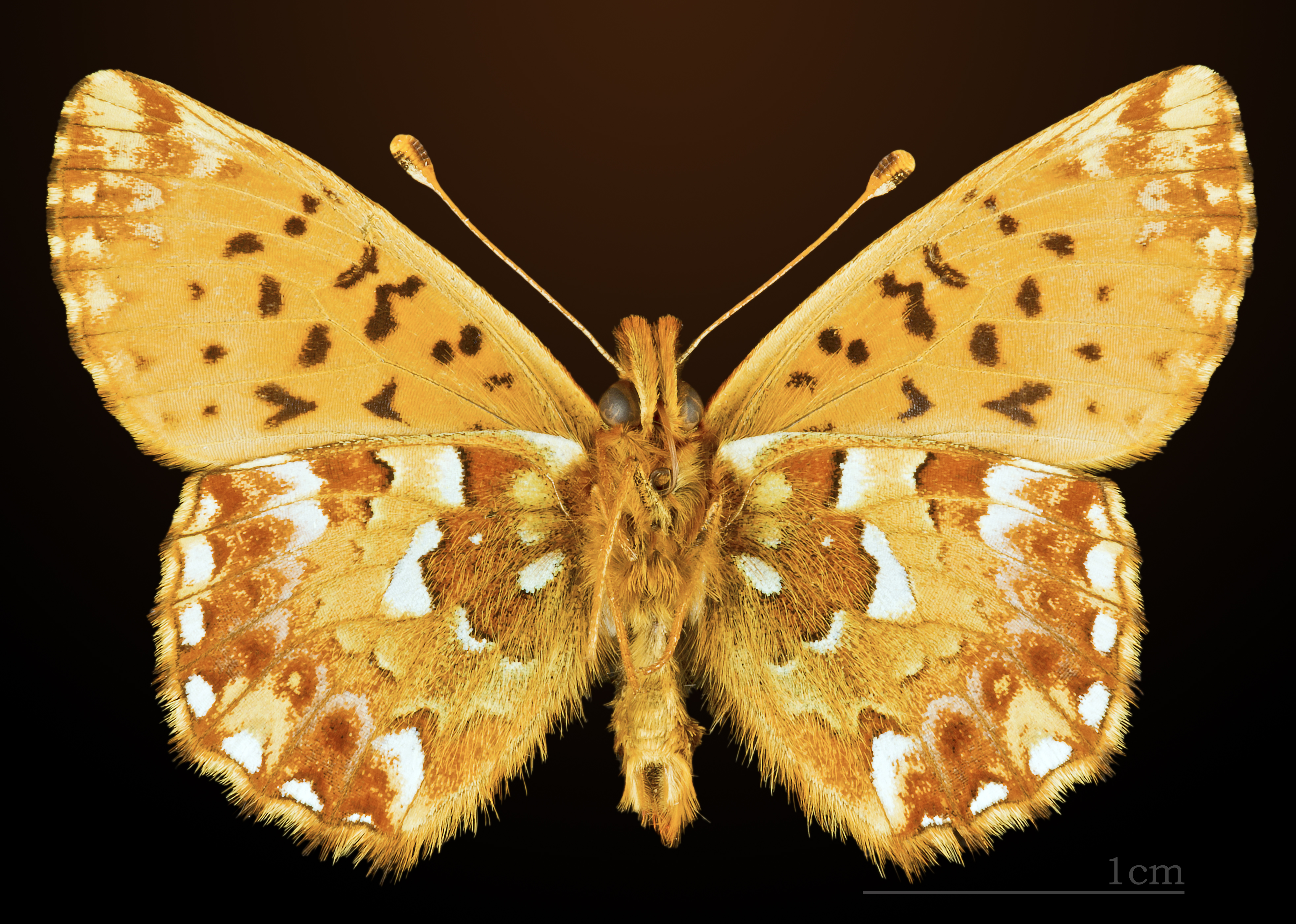
Вентральна (нижня) сторона метелика
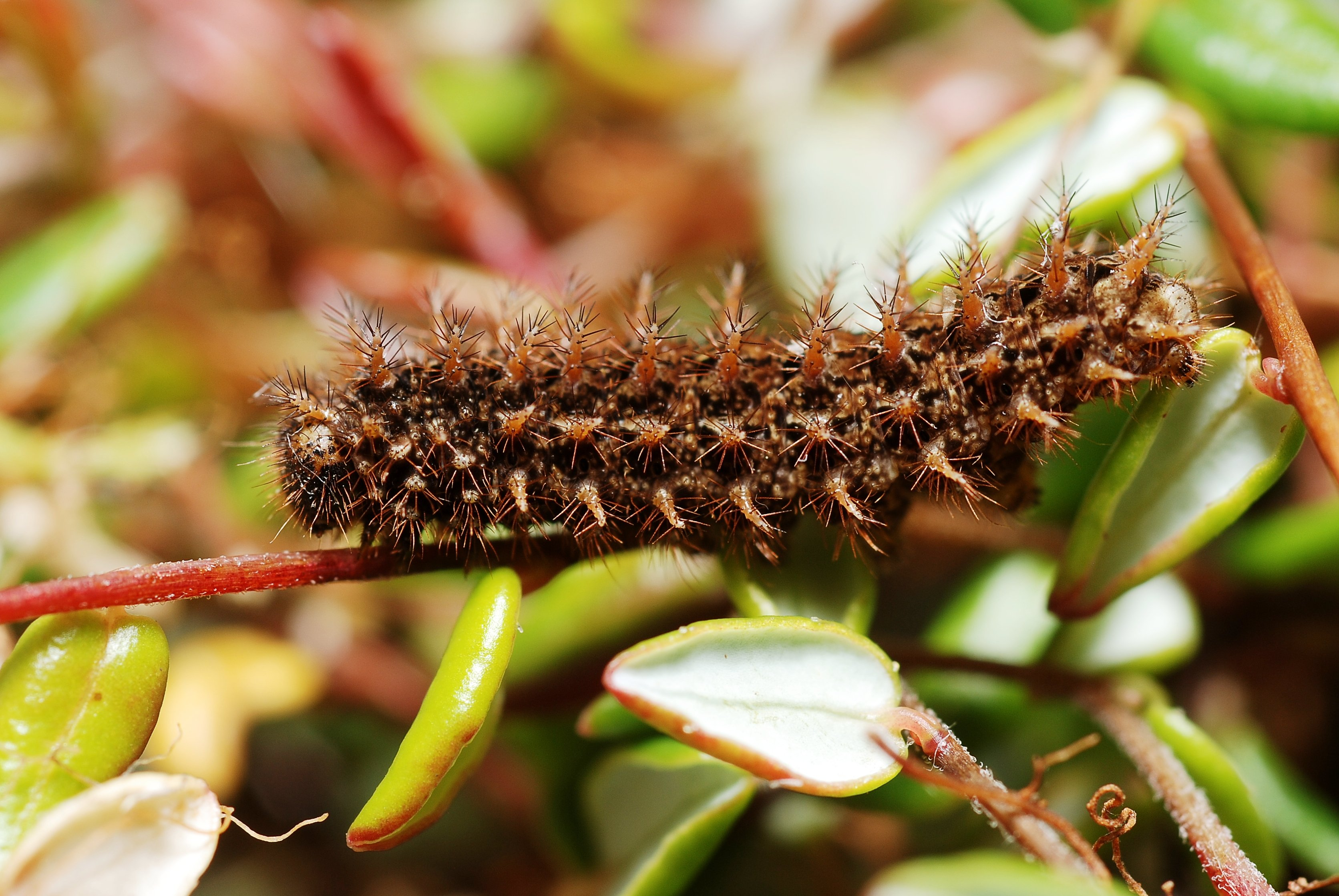
Гусениця
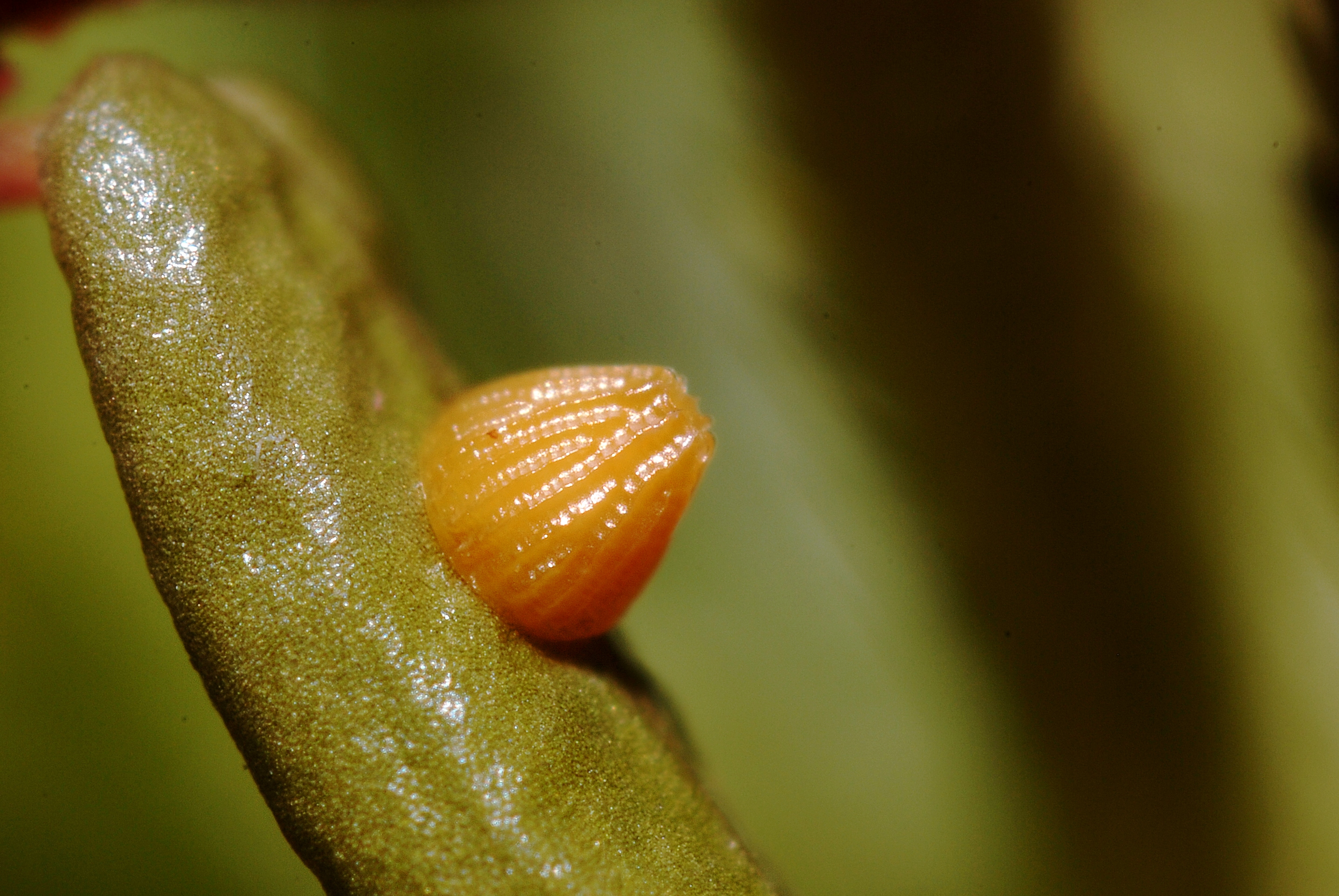
Яйце

## Спосіб життя
Метелики літають з червня по липень. Трапляється у лісових та високогірних сфагнових болотах, вологих луках. Гусінь живиться на журавлині та андромеді ряснолистій. Зимує гусениця. Притулок знаходить у мохах.